# 三好竹勇
三好 竹勇（みよし ちくゆう、1902年（明治35年）4月13日 - 1987年（昭和62年）11月25日）は、昭和期の漁業経営者・政治家。衆議院議員。

## 経歴
石川県金沢市出身。1927年（昭和2年）金沢医科大学附属薬学専門部を卒業した。
北海道白老郡白老村（現白老町）に移住し、漁業、薬局、整骨院を営む。1933年（昭和8年）から1947年（昭和22年）まで白老村会議員に在任。所得税調査委員、白老商業協同組合理事長、苫小牧工業学校（現北海道苫小牧工業高等学校）嘱託教師、胆振漁業会会長などを務めた。1947年4月、第23回衆議院議員総選挙で北海道第4区から民主党所属で出馬して当選。1949年（昭和24年）1月の第24回総選挙では落選し、衆議院議員を1期務めた。
その後、白老漁業協同組合長（1949-1977）、北海道信用漁業協同組合連合会常務理事（1959-1965）、北海道漁業協同組合連合会副会長、 大日本水産会理事（1964-1977）、北海道水産会長（1966-1977）、北海道鮭鱒資源保護協会理事、北海道鮭鱒増殖事業協会理事、北海道連合海区漁業調整委員会会長などを務めた。